# Michel Renggli
Michel Renggli (19 maart 1980) is een Zwitsers voetballer (middenvelder) die sinds 2008 voor de Zwitserse eersteklasser FC Luzern uitkomt. Voordien speelde hij onder meer voor SC Kriens, FC Thun en Grasshopper Club Zürich.

## Erelijst
FC Wil
- Zwitserse voetbalbeker

2004